# Olympische Sommerspiele 1972/Teilnehmer (Sowjetunion)
| Gelbes Symbol für Goldmedaillen mit stilisierten Olympischen Ringen | Graues Symbol für Silbermedaillen mit stilisierten Olympischen Ringen | Braundes Symbol für Bronzemedaillen mit stilisierten Olympischen Ringen |
| ------------------------------------------------------------------- | --------------------------------------------------------------------- | ----------------------------------------------------------------------- |
| 50                                                                  | 27                                                                    | 22                                                                      |

Die Sowjetunion nahm an den Olympischen Sommerspielen 1972 in München mit einer Delegation von 371 Athleten (298 Männer und 73 Frauen) an 180 Wettkämpfen in 22 Sportarten teil. Fahnenträger bei der Eröffnungsfeier war der Ringer Alexander Wassiljewitsch Medwed.

## Teilnehmer nach Sportarten

### Basketball
- Gold
- Anatolij Polywoda
- Modestas Paulauskas
- Surab Sakandelidse
- Älschan Scharmuchamedow
- Alexander Boloschew
- Iwan Jadeschka
- Sergei Below
- Micheil Korkia
- Iwan Dworny
- Gennadi Wolnow
- Alexander Below
- Sergei Kowalenko
- Trainer: Wladimir Kondraschin

### Bogenschießen
| Männer - Michail Peunow - Wiktor Sydoruk - Mati Vaikjärv | Frauen - Emma Gapchenko Bronze Einzel - Ketewan Lossaberidse - Alla Peunowa |

### Boxen
- Nikolai Anfimow
- Gennadi Dobrochotow
- Wladimir Iwanow
- Anatoli Kamnew
- Anatoli Chochlow
- Boris Kusnezow
Gold  Federgewicht
- Wjatscheslaw Lemeschew
Gold  Mittelgewicht
- Juri Nesterow
- Wassili Solomin
- Waleri Tregubow
- Boris Soriktujew

### Fechten
| Männer - Wiktor Baschenow Silber Säbel Mannschaft - Wladimir Denissow Silber Florett Mannschaft - Anatoli Koteschew Silber Florett Mannschaft - Hryhorij Kriss Bronze Degen Mannschaft - Wiktor Modsolewski Bronze Degen Mannschaft - Wladimir Naslymow Bronze Säbel Einzel Silber Säbel Mannschaft - Serhij Paramonow Bronze Degen Mannschaft - Wiktor Putjatin Silber Florett Mannschaft - Mark Rakita Silber Säbel Mannschaft - Leonid Romanow Silber Florett Mannschaft - Wiktor Sidjak Gold Säbel Einzel Silber Säbel Mannschaft - Wassyl Stankowytsch Silber Florett Mannschaft - Igor Valetov Bronze Degen Mannschaft - Eduard Winokurow Silber Säbel Mannschaft - Georgi Zažitski Bronze Degen Mannschaft | Frauen - Galina Gorochowa Bronze Florett Einzel Gold Florett Mannschaft - Jelena Belowa Gold Florett Mannschaft - Tazzjana Samussenka Gold Florett Mannschaft - Svetlana Tširkova Gold Florett Mannschaft - Alexandra Sabelina Gold Florett Mannschaft |

### Fußball
- Bronze 
  - Tor
- 01 Jewgeni Rudakow
- 17 Wolodymyr Pilhuj
  - Abwehr
- 02 Jurij Istomyn
- 03 Murtas Churzilawa
- 04 Jewgeni Lowtschew
- 05 Wolodymyr Kaplytschnyj
- 12 Rewas Dsodsuaschwili
- 13 Sergei Olschanski
  - Mittelfeld
- 06 Wiktor Kolotow
- 10 Anatolij Kuksow
- 14 Howhannes Sanasanjan
- 15 Arkadi Andreasjan
- 16 József Szabó
  - Sturm
- 07 Wolodymyr Onyschtschenko
- 08 Wjatscheslaw Semenow
- 09 Andrei Jakubik
- 11 Gennadi Jewrjuschichin
- 18 Jurij Jelissjejew
- 19 Oleh Blochin

### Gewichtheben
- Wassili Alexejew
Bronze  Bantamgewicht
- Gennadi Tschetin
Gold  Superschwergewicht
- Wladimir Kanygin
- Mucharbi Kirschinow
Gold  Leichtgewicht
- Boris Pawlow
- Dawid Rigert
- Dito Schanidse
Silber  Federgewicht
- Waleryj Scharyj
- Jaan Talts
Gold  Schwergewicht

### Handball
- 5. Platz
- Waleri Gassi
- Wassili Iljin
- Mychajlo Ischtschenko
- Juri Klimow
- Walentin Kuljow
- Jurij Lahutyn
- Michail Luzenko
- Wladimir Maximow
- Albert Oganesow
- Alexander Panow
- Oleksandr Rjesanow
- Nikolai Semjonow
- Anatoli Schewtschenko
- Iwan Ussaty
- Jānis Vilsons

### Judo
- Schota Tschotschischwili
Gold  Halbschwergewicht
- Guram Gogolauri
- Witali Kusnezow
Silber  Offene Klasse
- Anatolij Nowikow
Bronze  Weltergewicht
- Giwi Onaschwili
Bronze  Schwergewicht
- Sergei Suslin

### Kanu
| Männer - Vladislovas Česiūnas Gold Canadier-Zweier 1000 m - Waleri Antonowitsch Didenko Gold Kajak-Vierer 1000 m - Jurij Filatow Gold Kajak-Vierer 1000 m - Mikalaj Harbatschou Gold Kajak-Zweier 1000 m - Wiktor Kratassiuki Gold Kajak-Zweier 1000 m - Juri Terentjewitsch Lobanow Gold Canadier-Zweier 1000 m - Wolodymyr Morosow Gold Kajak-Vierer 1000 m - Gogi Naskidaschwili - Oleksandr Schaparenko Gold Kajak-Einer 1000 m - Jurij Stezenko Gold Kajak-Vierer 1000 m - Wassyl Jurtschenko | Frauen - Biruta Hercova-Hercberga - Ljudmila Iossifowna Pinajewa Gold Kajak-Zweier 500 m - Kateryna Kuryschko Gold Kajak-Zweier 500 m - Julija Petrowna Rjabtschinskaja Gold Kajak-Einer 500 m |

### Leichtathletik
| Männer - Wladimir Afonin - Rustam Achmetow - Pawlo Andrejew - Jewgeni Alexandrowitsch Arschanow Silber 800 m - Wolodymyr Atamas - Mykola Awilow Gold Zehnkampf - Anatoli Badrankow - Anatolijus Baranovas - Otto Bartsch - Michail Bariban - Leonid Barkowskyj - Alexander Georgijewitsch Baryschnikow - Gennadi Petrowitsch Bessonow - Romualdas Bitė - Anatolij Bondartschuk Gold Hammerwurf - Walerij Borsow Gold 100 m Gold 200 m Silber 4 × 100 m - Jauhen Haurylenka - Sergei Grigorjew - Jossyp Hamskyj - Wolodymyr Holubnytschyj Silber 20 km Gehen - Boris Petrowitsch Iwanow - Iwan Iwanow - Jauhen Iutschanka - Wassili Wladimirowitsch Chmelewski Bronze Hammerwurf - Alexandr Olegowitsch Korneljuk Silber 4 × 100 m - Wladimir Nikolajewitsch Lowezki Silber 4 × 100 m - Jānis Lūsis Silber Speerwurf - Leonid Lytwynenko Silber Zehnkampf - Wiktor Nikolajewitsch Mjasnikow - Wolodymyr Pantelej - Walerij Pidluschnyj - Rimantas Plungė - Nikolai Puklakow - Wiktor Danilowitsch Sanejew Gold Dreisprung - Kęstutis Šapka - Wiktor Sawtscheko - Raschid Scharafetdinow - Igor Schtscherbak - Juris Silovs Silber 4 × 100 m - Sergei Skripka - Mykola Smaha - Weniamin Soldatenko Silber 50 km Gehen - Nikolai Iwanowitsch Swiridow - Jüri Tarmak Gold Hochsprung - Igor Aramowitsch Ter-Owanessjan - Juri Pawlowitsch Welikorodnych - Jewgeni Wolkow - Juri Sorin | Frauen - Nadeschda Wiktorowna Besfamilnaja - Ljudmila Iwanowna Bragina Gold 1500 m - Galina Petrowna Bucharina - Nadeschda Wladimirowna Tschischowa Gold Kugelstoßen - Tamara Petrowna Danilowa - Swetlana Iwanowna Kratschewskaja - Ljubow Iljina - Antonina Grigorjewna Iwanowa - Tamara Alexandrowna Sorokina - Nadeschda Leonidowna Iljina - Swetlana Wladimirowna Babitsch - Nina Marakina - Faina Grigorjewna Melnik Gold Diskuswurf - Nina Morgunowa - Ljudmila Nikolajewna Murawjowa - Antonina Nikolajewna Lasarewa - Tamara Pangelowa - Natalja Alexandrowna Tschistjakowa - Ljubow Nikolajewna Runzo - Raissa Ruus - Nijolė Sabaitė Silber 800 m - Marina Grigorjewna Sidorowa - Olga Pawlowna Minejewa - Walentina Nikolajewna Tichomirowa - Nadija Tkatschenko - Ljudmila Iljinitschna Maslakowa |

### Moderner Fünfkampf
- Pawel Serafimowitsch Lednjow
Bronze  Einzel
Gold  Mannschaft
- Borys Onyschtschenko
Silber  Einzel
Gold  Mannschaft
- Wladimir Konstantinowitsch Schmeljow
Gold  Mannschaft

### Radsport
- Wiktar Bykau
- Gennadi Komnatow
Gold
- Serhij Krawzow
- Wladimir Kusnezow
- Waleri Lichatschow
Gold
- Omar Pchakadse
Bronze
- Eduard Rapp
- Wladimir Semenez
Gold
- Boris Schuchow
Gold
- Anatolij Starkow
- Anatoli Stepanenko
- Iwan Trifonow
- Igor Zelowalnikow
Gold
- Waleri Jardy
Gold
- Alexander Judin

### Reiten
- Walentin Gorelkin
- Mamadschan Ismailow
- Iwan Alexandrowitsch Kalita
Gold  Dressur Mannschaft
- Iwan Michailowitsch Kisimow
Gold  Dressur Mannschaft
- Wladimir Lanjugin
- Wiktor Lisitsin
- Wiktor Matwejew
- Sergei Muchin
- Alexander Nebogow
- Jelena Wladimirowna Petuschkowa
Silber  Dressur Einzel
Gold  Dressur Mannschaft
- Juri Sjabrew

### Ringen
- Sagalaw Abdulbekowitsch Abdulbekow
Gold  Federgewicht Freistil
- Arsen Schachlamasowitsch Alachwerdijew
Silber  Fliegengewicht Freistil
- Ruslan Nuralijewitsch Aschuralijew
Bronze  Leichtgewicht Freistil
- Roman Michailowitsch Dmitrijew
Gold  Papiergewicht Freistil
- Juri Soltanbekowitsch Gussow
- Wiktor Michailowitsch Igumenow
- Rustem Abdullajewitsch Kasakow
Gold  Bantamgewicht griechisch-römisch
- Schamil Schamschatdinowitsch Chissamutdinow
Gold  Leichtgewicht griechisch-römisch
- Witali Wiktorowitsch Konstantinow
- Iwan Kuleschow
- Alexander Wassiljewitsch Medwed
Gold  Superschwergewicht Freistil
- Jemal Megrelischwili
- Anatoli Iwanowitsch Nasarenko
Silber  Mittelgewicht griechisch-römisch
- Waleri Grigorjewitsch Resanzew
Gold  Halbschwergewicht griechisch-römisch
- Anatoli Alexandrowitsch Roschtschin
Gold  Superschwergewicht griechisch-römisch
- Gennadi Nikolajewitsch Strachow
Silber  Halbschwergewicht Freistil
- Lewan Tediaschwili
Gold  Mittelgewicht Freistil
- Nikolai Iwanowitsch Jakowenko
Silber  Schwergewicht griechisch-römisch
- Iwan Sergejewitsch Jarygin
Gold  Schwergewicht Freistil
- Wladimir Anatoljewitsch Subkow

### Rudern
- Waleri Bissarnow
- Wiktor Dementjew
- Nikolai Petrowitsch Iwanow
- Igor Kaschurow
- Sergei Wiktorowitsch Koljaskin
- Gennadi Jegorowitsch Korschikow
Gold  Doppelzweier
- Juri Jewgenjewitsch Lorenzson
- Alexander Michailowitsch Ljubaturow
- Juri Alexandrowitsch Malyschew
Gold  Einer
- Alexander Georgijewitsch Martyschkin
- Wiktor Michejew
- Alexander Iwanowitsch Motin
- Wladimir Jewgenjewitsch Poljakow
- Igor Alexandrowitsch Rudakow
- Alexander Wiktorowitsch Rjasankin
- Witali Sapronow
- Wladimir Sawelow
- Juri Schamajew
- Alexander Nikolajewitsch Schitow
- Wladimir Solowjew
- Wolodymyr Sterlyk
- Alexander Iwanowitsch Timoschinin
Gold  Doppelzweier
- Anatoli Petrowitsch Tkatschuk
- Nikolai Wassiljew
- Boris Wladimirowitsch Worobjow
- Wladimir Nikolajewitsch Jeschinow

### Schießen
- Wladimir Agischew
- Alexander Alipow
- Alexander Androschkin
- Igor Bakalow
- Walentin Kornew
- Grigori Kossych
- Borys Melnyk
Silber  Freies Gewehr Dreistellungskampf 300 m
- Witali Parchimowitsch
- Jewgeni Petrow
Silber  Skeet
- Waleri Postojanow
- Wladimir Stolypin
- Wiktor Torschin
Bronze  Schnellfeuerpistole 25 m
- Juri Zuranow
- Jakiw Schelesnjak
Gold  Laufende Scheibe 50 m

### Schwimmen
| Männer - Wiktor Aboimow Silber 4 × 100 m Freistil Bronze 4 × 200 m Freistil - Wladimir Bure Bronze 100 m Freistil Silber 4 × 100 m Freistil Bronze 4 × 200 m Freistil - Igor Tscherdakow - Igor Griwennikow Silber 4 × 100 m Freistil Bronze 4 × 200 m Freistil - Wladimir Kossinski - Wladimir Kriwzow - Georgijs Kuļikovs Silber 4 × 100 m Freistil Bronze 4 × 200 m Freistil - Wiktor Masanow Silber 4 × 100 m Freistil Bronze 4 × 200 m Freistil - Nikolai Pankin - Walentyn Partyka - Alexander Wassiljewitsch Samsonow Bronze 4 × 200 m Freistil - Wiktor Scharygin - Wiktor Stulikow - Michail Sucharew | Frauen - Tinatin Lekweischwili - Nadeschda Matjuchina - Nina Petrowa - Olga Petruswoja - Ljudmila Porubaiko - Galina Stepanowa Silber 100 m Brust Bronze 200 m Brust - Tetjana Prudnikowa - Jelena Timoschenko - Iryna Ustymenko - Birutė Užkuraitytė - Natalija Jerschowa - Tatjana Solotnizkaja |

### Segeln
- Boris Budnikow
- Witalij Dyrdyra
Gold  Tempest
- Rais Galimow
- Nikolai Gromow
- Boris Chabarow
- Wladimir Leontjew
- Walentin Mankin
Gold  Tempest
- Timir Pinegin
- Wiktor Potapow
Bronze  Finn-Dinghy
- Wladimir Wasiljew
- Wladimir Jakowlew
- Walentin Samotaikin
- Waleri Subanow

### Turnen
| Männer - Nikolai Jefimowitsch Andrianow Silber Mannschaftsmehrkampf Gold Boden Bronze Sprung - Wiktor Jakowlewitsch Klimenko Silber Mannschaftsmehrkampf Gold Seitpferd Silber Sprung - Alexander Iwanowitsch Malejew Silber Mannschaftsmehrkampf - Eduard Mikaeljan Silber Mannschaftsmehrkampf - Wladimir Stschukin Silber Mannschaftsmehrkampf - Michail Jakowlewitsch Woronin Silber Mannschaftsmehrkampf Silber Ringe | Frauen - Ljubow Wiktorowna Burda Gold Mannschaftsmehrkampf - Olga Korbut Gold Mannschaftsmehrkampf Silber Stufenbarren Gold Schwebebalken Gold Boden - Antanina Koschal Gold Mannschaftsmehrkampf - Tamara Wassiljewna Lasakowitsch Gold Mannschaftsmehrkampf Bronze Einzelmehrkampf Silber Schwebebalken Bronze Boden - Elwira Saadi Gold Mannschaftsmehrkampf - Ljudmila Iwanowna Turischtschewa Gold Mannschaftsmehrkampf Gold Einzelmehrkampf Bronze Sprung Silber Boden |

### Volleyball
| Männer - Bronze - Waleri Krawtschenko - Jefim Tschulak - Wladimir Putjatow - Wladimir Patkin - Leonid Saiko - Juri Starunski - Jewhen Lapynskyj - Jurij Pojarkow - Wjatscheslaw Domani - Alexander Saprykin - Wiktor Borschtsch - Wladimir Kondra | Frauen - Gold - Ljudmila Buldakowa - Wera Dujunowa - Ljudmila Borosna - Inna Ryskal - Nina Smolejewa - Tatjana Gonoboblewa - Ljubow Tjurina - Galina Leontjewa - Tatjana Tretjakowa - Rosa Salichowa - Tatjana Sarytschewa - Natalja Kudrewa |

### Wasserball
- Gold
- Anatoli Akimow
- Alexei Barkalow
- Alexander Dolguschin
- Alexander Drewal
- Wadim Guljajew
- Alexander Kabanow
- Nikolai Melnikow
- Leonid Ossipow
- Alexander Schidlowski
- Wladimir Schmudski
- Wjatscheslaw Sobtschenko

### Wasserspringen
| Männer - Alexander Gendrikson - Dawit Hambarzumjan - Wladimir Kapirulin - Wjatscheslaw Strachow - Wladimir Wassin Gold Kunstspringen | Frauen - Tamara Safonowa - Natalja Lobanowa - Alla Selina - Tetjana Schtyrjowa |